# Bruno Cabrerizo
Bruno Cabrerizo (nacido el 19 de julio de 1979) es un exfutbolista brasileño que se desempeñaba como defensa.
Jugó para clubes como el Sagan Tosu.

## Trayectoria

### Clubes
| Club       | País  | Año  |
| ---------- | ----- | ---- |
| Sagan Tosu | Japón | 2003 |

## Estadística de carrera

### J. League
| Club       | Año   | J. League | J. League | Copa J. League | Copa J. League | Total | Total |
| Club       | Año   | Part.     | Goles     | Part.          | Goles          | Part. | Goles |
| ---------- | ----- | --------- | --------- | -------------- | -------------- | ----- | ----- |
| Sagan Tosu | 2003  | 13        | 1         | -              | -              | 13    | 1     |
| Total      | Total | 13        | 1         | 0              | 0              | 13    | 1     |